# Fahéyite
La fahéyite est un minéral phosphate, très rare. 
C'est un minéral secondaire de stade tardif dans une pegmatite granitique complexe. Il a été découvert dans les vacuoles, sous forme de fibres touffues blanches, blanc bleuté ou blanc brunâtre recouvrant d'autres minéraux.  
De formule chimique Be2Mn2+Fe3+2(PO4)4· 6H2O et cristallisant dans le système trigonal, il montre des fibres individuelles mesurant en moyenne environ 0,08 mm de longueur et 0,01 mm d'épaisseur. Ces fibres ou aiguilles peuvent être terminées par des faces pyramidales.
Découverte entre 1943 et 1947 dans la pegmatite de la mine de Sapucaia, à environ 50 km à l'est-sud-est de Governador Valadares, dans l'état de Minas Gerais, au Brésil, la fahéyite a été décrite et nommée en 1953 en l'honneur de Joseph John Fahey (1901-1980), chimiste minéralogique à l'U.S. Geological Survey. Fahey a lui-même baptisé plusieurs minéraux, dont la bradleyite, l'edgarbaileyite et la wherryite.

## Formation et gisements
La fahéyite procède d'une minéralisation tardive de phosphates dans une pegmatite granitique, par hydratation superficielle des minéraux antérieurs (mode paragénétique 47a), en l'occurence des phosphates.
Elle y est associée à la variscite, la roschérite, au quartz, la muscovite et à la frondélite dans sa localité type et à la strengite dans le gisement de la mine Roosevelt aux États-Unis.
La base de données minéralogiques Mindat.org recense 3 gisements dans le monde : sa localité type au Brésil, la pegmatite de Noumas II (Blesberg) sur la commune de Steinkopf (en) en Afrique du Sud et la mine Roosevelt, près de Custer dans le Dakota du Sud aux États-Unis.